# 歐漢聲
歐漢聲（英語：Eddy Ou，1979年7月4日—），本名歐陽漢聲，暱稱歐弟，臺灣主持人、歌手、演員。1996年，以男子團體「四大天王」出道，然而因當中兩位團員入伍服役而宣告解散。1998年，與羅志祥另組團體「羅密歐」，亦因其入伍而解散。退伍之後，歐漢聲以個人姿態在娛樂圈活動。除了主持和歌唱，他亦擅長模仿、舞蹈和B-Box，是台灣電視主持人胡瓜的徒弟，也是臺灣赴中國大陸發展相當成功的主持人。歐漢聲數次入圍金鐘獎「綜藝節目主持人獎」，2012年其主持的綜藝選秀節目《超级模王大道》亦获得第47届金钟奖「綜藝節目獎」。

## 早年生平
歐漢聲出生於基隆市，其父為基隆港務局的公務員，曾在那卡西樂團兼差擔任鋼琴伴奏師。年少時期，歐漢聲的父親為了改善家中經濟狀況，與義弟合夥高爾夫球器材生意，遭到義弟及其同夥將公司資產掏空並捲款潛逃，加上為支應前期對外開立的大量空頭支票，父親向高利貸借錢，使家中債務大幅增加，亦導致母親因承受不了打擊而決定離婚。
從此，歐漢聲便開始負擔自己的學費、助學貸款以及當年父親欠下的債務。自基隆市培德工家職校畢業之後，歐漢聲便進入演藝圈工作；先前打工賺得的積蓄，一部份用來替父還債，另一部份用來支應生活所需和照顧父親。

## 演藝生涯
除了主持和歌唱以外，多年來歐漢聲亦擅長模仿、舞蹈和B-Box，他善於模仿多位藝人：張學友、郭富城、劉德華、吳宗憲、周杰倫、胡瓜、豬哥亮、張菲、陽帆、康康、NONO、張宇、Michael Jackson、Rain、杜德偉、陳為民、陳昭榮、陳小春、黃立行、黃立成、羅志祥、凌峰、伍佰、李炳輝、楊宗緯、成龍、小S、蔡康永、周華健、李宗盛、阿杜、費玉清、汪涵、王偉忠、印度麥可、木村拓哉、平井堅、馬景濤、馬如龍、丁春誠、齊秦、沈文程、黃小琥、夏奇拉、妮琪·米娜、恰克與飛鳥等人；他也曾模仿電玩格鬥遊戲《快打旋風》（Street Fighter）系列中的多位角色，其中以模仿「蓋爾」（Guile）使出經典招式「Sonic Boom」最為著名。
另外，藉由與好友NONO教學相長，并師從美國黑人表演者，歐漢聲的B-Box已具備模仿爵士鼓以及電子音樂效果結合人聲之能力。

### 1995年—2002年
1995年12月，歐漢聲在中視綜藝節目《歡樂傳真》主辦、威聚國際企劃執行的「四大天王就是你」模仿大賽中，以模仿歌手張學友的精湛表現脫穎而出；1996年2月，歐漢聲和羅志祥、陳顯政、陳霆叡（原名陳中威）等三人組成偶像團體「四大天王」，並且擔任副團長，與威聚國際簽約，正式出道進入娛樂圈。1998年7月，團體因成員入伍服役和出國留學而解散。
「四大天王」解散後，歐漢聲與羅志祥另組雙人團體「羅密歐」，與威聚國際續約。為跨足主持界，羅密歐向台灣綜藝界「三王」之一的胡瓜正式拜師，兩人藉由和賈靜雯、何妤玟以及大炳共同主持的台視週末黃金時段綜藝節目《少年兵團 旗開得勝》在綜藝界開始嶄露頭角，名噪一時，該節目在競爭激烈的台灣電視圈黃金時段異軍突起、獲得成功；後來節目製作人沈玉琳於2017年受訪時評論：「我那時候找的五個主持人都是小朋友，但是小兵立大功，真的是亂拳打死老師傅。」。至2000年，羅密歐因歐漢聲須入伍服役而宣布解散。

### 2003年—2011年
歐漢聲當兵退伍之後，逐漸轉型以節目主持人為演藝重心。2006年，台灣綜藝界「三王」之一的另一主持人吳宗憲致電邀約歐漢聲一起進軍中國大陸，與柳岩一起主持陝西衛視綜藝節目《周六樂翻天》。同年，歐漢聲以長壽綜藝電玩節目《電玩快打》主持人的身分，加入「電玩快打GAME GX小隊」，並參加該年「WCG世界電子競技大赛國手選拔賽」的「CS」項目比賽。之後在師父胡瓜推薦下，歐漢聲於2007年開始主持民視《綜藝大贏家》。
之後，由於湖南衛視副台長張詠欣賞歐漢聲的主持表現，邀請他於2008年8月加盟綜藝節目《天天向上》，與中國大陸娛樂主持人汪涵搭檔合作，一集主持酬勞約新臺幣60萬元。歐漢聲以活潑的主持風格和靈敏的反應，獲得中國大陸觀眾的好評，他因此被認為是臺灣赴中國大陸發展相當成功的主持人。2009年3月18日，《天天向上》節目及主持群獲得雜誌《新周刊》2008年度電視榜「最佳娛樂節目」和「最佳娛樂秀主持人」，歐漢聲同時摘下「年度新人獎」；同年3月28日，歐漢聲再獲得中華人民共和國國家廣播電影電視總局主辦的第二屆綜藝年度節目暨電視人「最具潛力電視節目主持人獎」。
2011年9月初，受到中華人民共和國廣電總局「限娛令」的影響，歐漢聲先是臉部遭馬賽克處理，接著在《天天向上》消失約半個月，之後重返節目錄製。這段期間外界普遍認為他被廣電總局封殺，因此在大陸一度掀起聲討廣電總局的聲浪，但亦有人認為事件純為湖南衛視炒作。這段期間，歐漢聲前往河南鄭州拍攝第一部個人擔綱主演的電影《潘多拉的寶劍》，跨足電影界，但票房不理想，鎩羽而歸。

### 2012年—至今
在消失於《天天向上》期間，歐漢聲將演藝事業重心逐漸轉回台灣，2012年陸續接下超視綜藝選秀節目《我愛男子漢》、中國大陸「搜狐網」的節目《向上吧少年》、經由胡瓜推薦獲得的中視模仿選秀節目《超級模王大道》以及同為中視的姐妹作《達人總動員》，在台灣聲勢再起，每月演藝收入約新臺幣559萬元。
隨著《超級模王大道》第一屆賽事落幕，加上「限娛令」暫時告一段落，歐漢聲繼續《天天向上》的主持工作；在2012年至2015年期間，《天天向上》由汪涵、歐漢聲、錢楓、田源、金恩聖五人固定主持，歐也成為該節目主持要角之一。2012年10月，歐漢聲以《超級模王大道》入圍第47屆電視金鐘獎「綜藝節目主持人獎」，該節目亦拿下該屆電視金鐘獎「綜藝節目獎」。2013年2月，歐漢聲再擔綱主持《超級模王大道2》賽事，並規劃於該年參與三部電影的演出，亦籌備發片再戰歌壇。
2013年7月1日起，歐漢聲與吳宗憲、陳漢典、Lulu、阿達一同主持三立平日晚間時段新節目《綜藝大熱門》；同年9月遠赴新疆拍攝電影《超萌英雄》。2013年11月22日，歐漢聲和金牌大風簽約，發行首張個人專輯《This is OD》，實現自己的演藝夢想；同年，他清償家中債務。2014年，他手上擁有《天天向上》、《奔跑吧男孩》以及《綜藝大熱門》等節目，加上電影、商演和廣告等工作演出，年收入達新台幣1億578萬元，為該年台灣綜藝主持人收入排行第四名。
至2015年7月30日，《綜藝大熱門》未與歐漢聲續約，理由之一為他須陪伴妻子待產並照顧家人，歐漢聲離開主持工作；同年9月，歐漢聲以《綜藝大熱門》第二度入圍第50屆電視金鐘獎「綜藝節目主持人獎」。2016年起，為因應中華人民共和國國家新聞出版廣電總局嘉賓主持新規（電視節目主持人必須持證上崗，而非中國大陸籍藝人無法考取該主持人證照），《天天向上》全新改版，節目重組主持團隊；節目的原主持群僅保留汪涵一人為固定主持人，歐漢聲、錢楓、金恩聖、俞灝明等人則統稱為「天天兄弟」，歐漢聲自此淡出該節目主持陣容。
2018年3月21日，湖南广播电视台旗下的芒果TV宣布歐漢聲將加入主持綜藝節目《真心大冒險》；同年7月，歐漢聲擔綱主演由同名舞台劇改編而成的喜劇電影《瘋狂電視台瘋電影》，該片於2019年2月上映，票房為台幣629萬元。

## 個人生活
歐漢聲的本名已正名為「歐陽漢聲」。2018年，歐漢聲受訪表示爺爺過世前曾交代家人家族本姓「歐陽」，由於日治時代政府規定家族名字不能有四個字，只好刪去「陽」字。歐漢聲已正式更改身分證正名，但「歐漢聲」的名字使用已久，且外界早已習慣，他讓大家以方便為主隨意稱呼自己，「想怎麼叫就怎麼叫」。
歐漢聲有「電鑽之神」之趣稱。2014年，歐漢聲參演真人實境秀節目《奔跑吧兄弟》第一季時，因為睡眠時的打呼聲有如電鑽，在節目第二季中被製作單位稱為「電鑽之神」。後來歐漢聲上傳有關自己女兒的微博，提及她的打呼聲跟自己很像時，網友開玩笑吐槽女兒的打呼聲是否為和他一樣的電鑽聲。
2014年，歐漢聲與中國重慶籍女友鄭雲燦領證結婚，兩人於2015年5月在捷克舉辦盛大婚禮。2015年12月，大女兒JoJo出生。2018年8月，誕下小女兒Rossi。2021年8月，歐漢聲和鄭雲燦公開宣佈离婚，结婚六年多和平分开，共同抚养两个女儿。
除了演藝事業以外，歐漢聲亦擁有個人副業投資。2018年1月，歐漢聲和好友NONO合夥開設花果茶系列手搖飲料店「花羨沐嵐」，由歐漢聲擔任董事，至同年3月已有2家分店。

## 爭議
- 2010年4月20日晚間，歐漢聲在台北市大安路某餐廳內與同事共飲白葡萄酒後，翌日清晨6時30分駕駛自用小客車行經基隆路與和平東路口時，不慎撞上郭姓女子騎乘的機車。警方到場後，測出歐漢聲的酒測值為每公升0.41毫克。檢方偵辦後，考量歐漢聲沒有前科，且事後坦承犯行並深表悔悟，將他緩起訴處分，期間為1年，應在確定後10個月內向公益團體支付新台幣2萬元，並接受6小時交通安全法治教育講習。[29]

## 師承關係
- 演艺圈：
  - 師公：
    - 張菲

  - 師父：
    - 胡瓜
- 相声门
  - 师爺
    - 侯耀文

  - 师父
    - 郭德纲

## 主持作品

#### 影視節目
- 台灣

- 1998年 大地《超猛樂園》
- 1999年 台視《藝形帝國》
- 1999年 民視《臺灣綜藝王》
- 1999年 東森《1800娛樂開講》
- 1999年 台視《旗開得勝》
- 2000年 台視《少年兵團之旗開得勝》
- 2000年 三立《完全娛樂》
- 2003年 東風衛視《亞洲娛樂中心》
- 2003年 華視《週六大勝利》
- 2003年 東風衛視《超人氣大挑戰》
- 2003年 台視《旗開得勝》
- 2004年 中天娛樂台 《八九不離食》
- 2004年 東風衛視《娛樂Oh My God》
- 2004年 中天娛樂《見見康康》（先後改名為《康康夏禕跳》、《康康嚇一跳》）
- 2005年 台視《寶島大卡拉》
- 2006年 東風衛視《社區一家電視王》
- 2006年 東風衛視《明星隨身諜》
- 2006年 MOMO親子台《青春無敵掌門人》
- 2007年 民視《綜藝大贏家》
- 2007年 緯來《電玩快打》搭檔主持：小嫻（黃瑜嫻）
- 2007年 MTV《超級旁門左道》搭檔主持：阿Ken（林暐恆）
- 2009年 東風衛視《鐵馬青春行》搭檔主持：蕭景鴻、唐振剛、張書偉、謝坤達
- 2009年 東風衛視《綜藝二人轉》搭檔主持：康康
- 2012年 超視《我愛男子漢》搭檔主持：JPM
- 2012年 中視《超級模王大道》搭檔主持：莎莎（鍾欣愉）/ 代班主持:吳怡霈
- 2012年 中視《達人總動員》搭檔主持：吳怡霈/ 代班主持:謝怡芬（Janet）
- 2013年 中視《超級模王大道2》搭檔主持：莎莎（鍾欣愉）
- 2013年 三立《綜藝大熱門》 搭檔主持：吳宗憲、陳漢典、昌璟翔（阿達）、LuLu（黃路梓茵）
- 2013年 中視《超級歌喉讚》 代班-搭檔主持：康康(康晉榮)、黃嘉千
- 2020年 YouTube、ETtoday新聞雲、中天電視、台視、愛奇藝《菱格世代DD52》擔任飛行導師EP12
搭檔主持：楊丞琳、潘瑋柏、9m88
- 2020年 華視、東森綜合台《極智對決 誰梭了算》
- 2023年 TVBS歡樂台、中視主頻、TVBS精采台《未來少女》少女見證人
- 2024年 中視、TVBS歡樂台《原子少年2》搭檔主持：謝坤達、健志
- 2024年 中天綜合台、優酷網、騰訊視頻、愛奇藝、YouTube《小明星大跟班》搭檔主持：吳宗憲

- 中國大陸

- 2006年 陝西衛視《週六樂翻天》搭檔主持：吳宗憲、柳岩
- 2008年 湖南經視《我最達人》
- 2008年 湖南衛視《天天向上》搭檔主持：天天兄弟（汪涵、錢楓、田源、金恩聖（小五）、矢野浩二、俞灝明）—2016年
- 2009年 安徽衛視《劇風行動》
- 2011年 上海新聞綜合頻道《非常惠生活》搭檔主持：施琰
- 2015年 东方卫视《巔峰拍檔》（第二季）
- 2016年 东方卫视《花样男团》
- 2018年 芒果TV《真心大冒險》
- 2018年 芒果TV《野生廚房》

#### 特別節目
- 2005年2月11日 華視大年初三特別節目《天才向前衝-腦彎急轉筋》看影片猜四字成語-題目7
- 2011年2月3日 東方衛視春節聯歡晚會《新華府招親》
- 2012年1月24日 華視初二特別節目《歡喜龍總來-2012歡喜大團爐 新景地 兩岸春晚-迎新會》
- 2013年1月11日 湖南經視台慶盛典 一生一世合家歡之《新春上上吉》
- 2013年2月4日 湖南衛視《2013小年夜大聯歡快樂到家》春晚
- 2013年2月8日 深圳衛視《年代秀》春節特別節目
- 2013年2月9日 中視除夕特別節目《超級模王守歲總動員》
- 2013年2月10日 湖南衛視《一生一世合家歡》之新春上上吉

#### 大型活動
- 2003年 中、日合作《日本沖繩歌謠祭》演唱會
- 2003年 東風衛視跨年演唱會
- 2005年 桃園縣政府《活魚祭》活動晚會
- 2005年 嘉義縣政府情人節晚會
- 2005年 苗栗縣政府情人節晚會
- 2005年 台中市政府中秋節晚會
- 2005年 南亞賑災之年代電視臺義賣活動
- 2005年 嘉義市政府跨年活動
- 2005年 年代MUCH台《愛與希望台南縣跨年晚會》
- 2008年 湖南經視《越策越開心之春節聯歡晚會》
- 2008年 湖南經視《我最達人》全國達人選秀比賽
- 2008年 東風衛視《濃情蜜意 不能沒有你》情人節演唱會
- 2010年 湖南衛視跨年演唱會
- 2010年 湖南衛視《金芒果》粉絲節
- 2012年 湖南衛視春節聯歡晚會
- 2012年 深圳衛視《聲震新世界：2013深圳香港臺北三地青春狂歡夜》跨年晚會
- 2012年 中視2013全台第義大跨年晚會

## 頒獎典禮
- 2004年 第15屆金曲獎頒獎典禮後臺花絮
- 2004年 第39屆金鐘獎頒獎典禮星光大道
- 2004年 第39屆金鐘獎頒獎典禮後臺花絮
- 2006年 中華職棒17年度頒獎典禮
- 2006年 第17屆金曲獎頒獎典禮星光大道
- 2012年 湖南衛視第九屆《中國電視金鷹藝術節》主持人盛典暨優秀主持人頒獎典禮
- 2013年 第48屆電視金鐘獎萬象金鐘 創新璀璨 頒獎典禮

## 音樂作品

#### 個人專輯
| 專輯 | 專輯資料                                                                                       | 專輯曲目 |
| ---- | ---------------------------------------------------------------------------------------------- | --- |
| 1st  | 首張專輯《THIS IS O.D》（欧汉声 首张同名专辑） - 發行日期：2013年12月22日 - 唱片公司：金牌大风 | 曲目 1. 一下子 2. Good爱 3. 想归想 4. 大人物 5. 天桥涂鸦 6. 庆祝孤单 7. 指尖上的温度 8. 皇后殺手 9. 爱从分手开始 10. 想归想 (想家版) |

## 單曲
| 專輯 | 專輯資料                                                                              | 專輯曲目                                                                               |
| ---- | ------------------------------------------------------------------------------------- | -------------------------------------------------------------------------------------- |
| 1st  | 首張數位单曲《Hey Jump 把世界当掉》 - 發行日期：2007年7月6日 - 唱片公司：科藝百代唱片 | 曲目 - CD 1. Hey Jump 把世界当掉（迪士尼電視電影原聲帶《跳躍青春Jump In!》中文主題曲） |

## 團體時期作品
- 1996年8月四大天王《cha cha舞池》
- 1997年1月四大天王《嘿耶噢啊嘉年華》
- 1997年7月四大天王《我喜歡》
- 1998年1月四大天王《甜蜜蜜》
- 1998年7月四大天王《我就是要叫你寶貝》新曲+精選輯
- 1998年12月羅密歐《貓叫春》
- 1999年8月羅密歐《動起來》

#### 合輯
- 2000年3月羅密歐<錦繡陽關道>（電視原聲帶《新梁山伯與祝英台》插曲）
- 2012年1月歐漢聲<我們有武功>（動畫電影《喜羊羊與灰太狼之開心闖龍年》主題曲）(未正式發行實體單曲CD)

## 電視劇
| 首播   | 電視台     | 劇名                   | 角色   |
| 1998年 | 公視       | 當我們窩在一起         | 王達人 |
| 2000年 | 中視       | 新梁山伯祝英台         | 四九   |
| 2004年 | 東森戲劇台 | 老婆大人               | 小豪   |
| 2004年 | 華視       | 安室爱美惠             | 歐弟   |
| 2011年 | 民視       | 父與子                 | 阿Ben  |
| 2013年 | MTV        | PMAM                   | 王慎行 |
| 2014年 |            | 瓷都人之永不褪色的老兵 | 部長   |

## 電影
| 年份 | 片名                               | 角色     | 導演   |
| 1999 | 《神探兩個半又二分之一之學校有鬼》 | 歐漢聲   | 吳宗憲 |
| 2011 | 《潘朵拉的寶劍》                   | 高揚     |        |
| 2013 | 《制服》                           | 戴維     |        |
| 2014 | 《超萌英雄》                       | 郭坦     |        |
| 2014 | 《十萬夥急》                       | 黑道老大 | 康康   |
| 2015 | 《第三種愛情》                     | 高展旗   | 李宰漢 |
| 2016 | 《擺渡人》                         | 主持人   | 張嘉佳 |
| 2018 | 《祖宗十九代》                     | 梅幸福   | 郭德綱 |
| 2019 | 《瘋狂電視台瘋電影》               | 小葉     | 謝念祖 |

## 音樂錄影帶
- 2015年  黃鴻升《我朋友》

## 廣告代言
- 1997年5月《阿奇儂雪糕》平面廣告
- 1997年6月《羅慧夫顱顏基金會『用愛彌補』》公益代言人
- 1997年9月《淨化海灘環保活動》環保小天使
- 1997年9月《法務部『更生保護會預防青少年犯罪活動》法律小戰士
- 1997年10月《『CHA CAH 50機車』、『CHA CAH 90機車』》
- 1997年11月《蓋奇巧克力》
- 1997年11月《『金雙氧』隱形眼鏡清潔液》
- 1997年12月《乘機車戴安全帽》交通大使
- 1999年1月《農林廳鮮乳標章》代言人
- 1999年7月《台北市政府-天然氣公車》活動代言人
- 1999年12月《佐媚朵爾『酒沒有』解酒液》代言人
- 2000年3月《台南市政府『2000反毒大使』》
- 2000年8月《康是美聯合勸募》活動代言人
- 2004年9月《博偉電影公司『小姐好白』》電影代言人
- 2014年3月 大陸特步鞋業品牌代言人

## 獎項紀錄
- 2009年3月18日 新週刊2008中國電視榜《最佳娛樂秀主持人》、《年度新人獎》
- 2009年3月28日 第二屆綜藝年度節目暨電視人《最具潛力電視節目主持人獎》
- 2011年6月6日 第17屆上海電視節《才藝型秀風采主持獎》
- 2012年9月25日 入圍第47屆電視金鐘獎「綜藝節目主持人獎」
- 2014年3月27日 QQ音樂年度盛典 樂動你我 無處不樂《年度樂壇新聲獎》
- 2014年5月23日 酷狗音樂盛典《年度港臺最佳新人獎》
- 2014年5月24日 基隆市中和國小六十週年校慶《中和60-薪傳甲子創新優質 傑出校友》
- 2015年9月26日 入圍第50屆電視金鐘獎「綜藝節目主持人獎」

## 外部連結
- 歐漢聲的新浪微博
- 歐漢聲 O.D的Facebook專頁
- 歐漢聲的Instagram帳戶
- 9天弟会9的新浪博客
- 歐漢聲在互联网电影资料库（IMDb）上的資料（英文）
- 歐漢聲在香港影庫上的簡介
- 歐漢聲在豆瓣上的资料（简体中文）

| 從師   | 輩分   | 收徒 |
| 郭德纲 | 第九代 | 无   |